# Chinezen in Laos
Chinezen in Laos wonen al honderden jaren in het Zuidoost-Aziatische land. Sommigen beweren dat er al sinds de vijfde eeuw na christus Han-Chinezen in Laos wonen. Het overgrote deel van de Chinese Laotianen hebben hun jiaxiang in het Oost-Kantonese streek Chaoshan. Er zijn ook Chinezen die hun jiaxiang in een dorp in Yunnan en Guangdong hebben. De Chinezen vormden in 2005 met een aantal van 131.000 mensen één tot twee procent van de Laotiaanse bevolking. Een deel van de Chinezen in Laos heeft geen Laotiaans paspoort, maar een van de Chinese Volksrepubliek, omdat ze daar tijdelijk werken als wegen- of huizenbouwer.

## Buitenland
Nadat Laos betrokken raakte met de Vietnamoorlog, vertrokken veel Chinezen naar de Verenigde Staten en Frankrijk. 
Parijs Chinatown kent tegenwoordig een groot aantal Chinese Laotianen. In deze wijk hebben veel reclameborden en ruiten van winkels en restaurants Laotiaanse namen onder de hanzi. 

## Tempels
Veel Laotianen van Chinese afkomst beoefenen een mengeling van boeddhisme en Chinese volksreligie. Ze hebben vele Chinese tempels gebouwd om hun religie te kunnen beoefenen.
Tempels in Laos:
- Vientiane Fudetempel[2]
- Chinese tempel van Pakse[3]

## Organisaties
- Association Chinoise Luangprabang[4]
- Association Chinoise de la Charité Vientiane[5]
- Association Chinoise Vientiane[6]
- Calgary Lao-Chinese Association[7]
- Association des Anciens Elèves de ChungTeck résident en France[8]